# Тодтнау
Тодтнау (нем. Todtnau) — город в Германии, в земле Баден-Вюртемберг.
Подчинён административному округу Фрайбург. Входит в состав района Лёррах. Население составляет 4879 человек (на 31 декабря 2010 года). Занимает площадь 69,60 км². Официальный код — 08 3 36 087.
Город подразделяется на 9 городских районов.

## Некоторые факты
В этом городе весной 1945 года располагалась оперативная штаб-квартира командования 38-й дивизии СС «Нибелунген».

## Фотографии

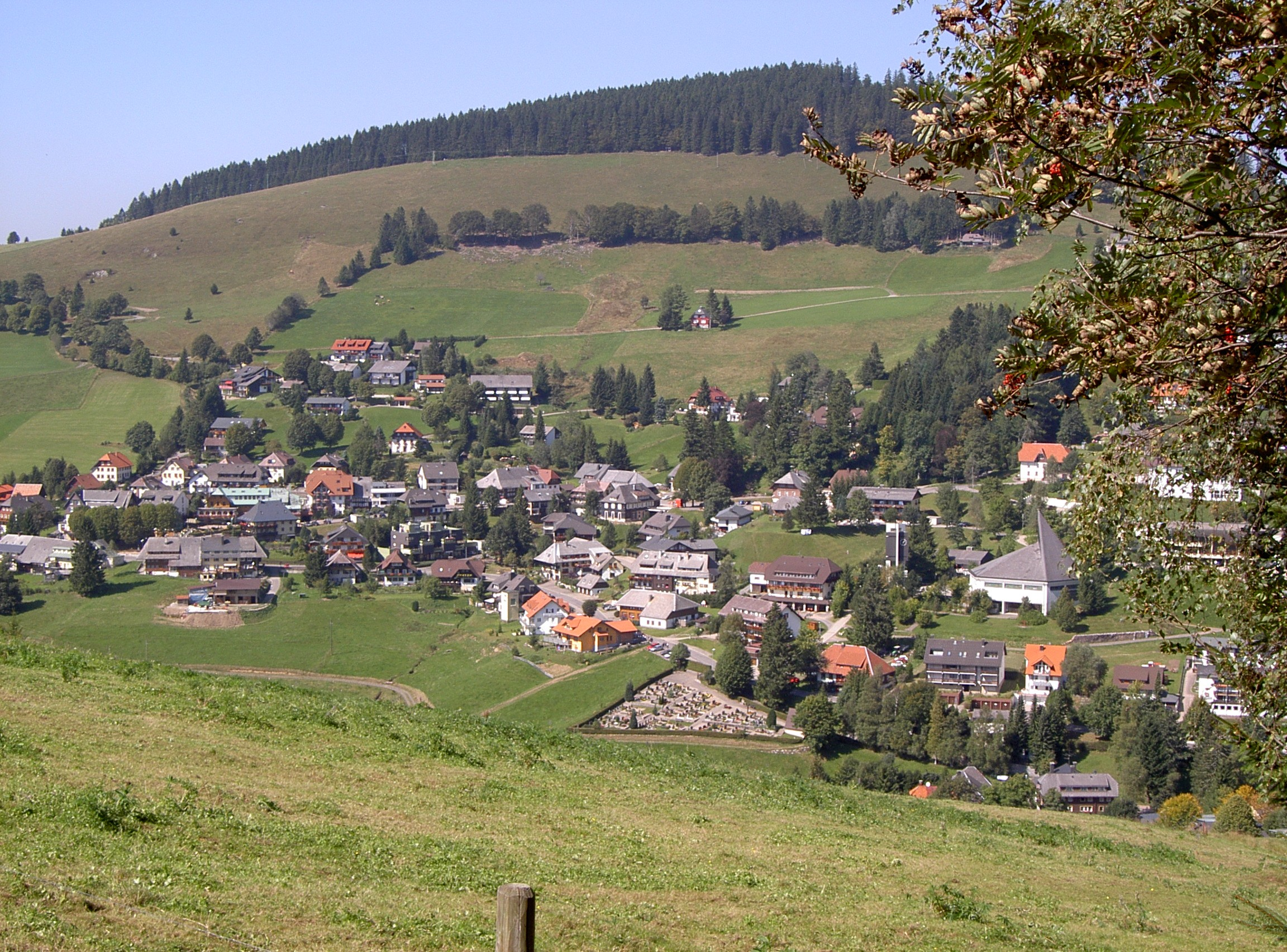
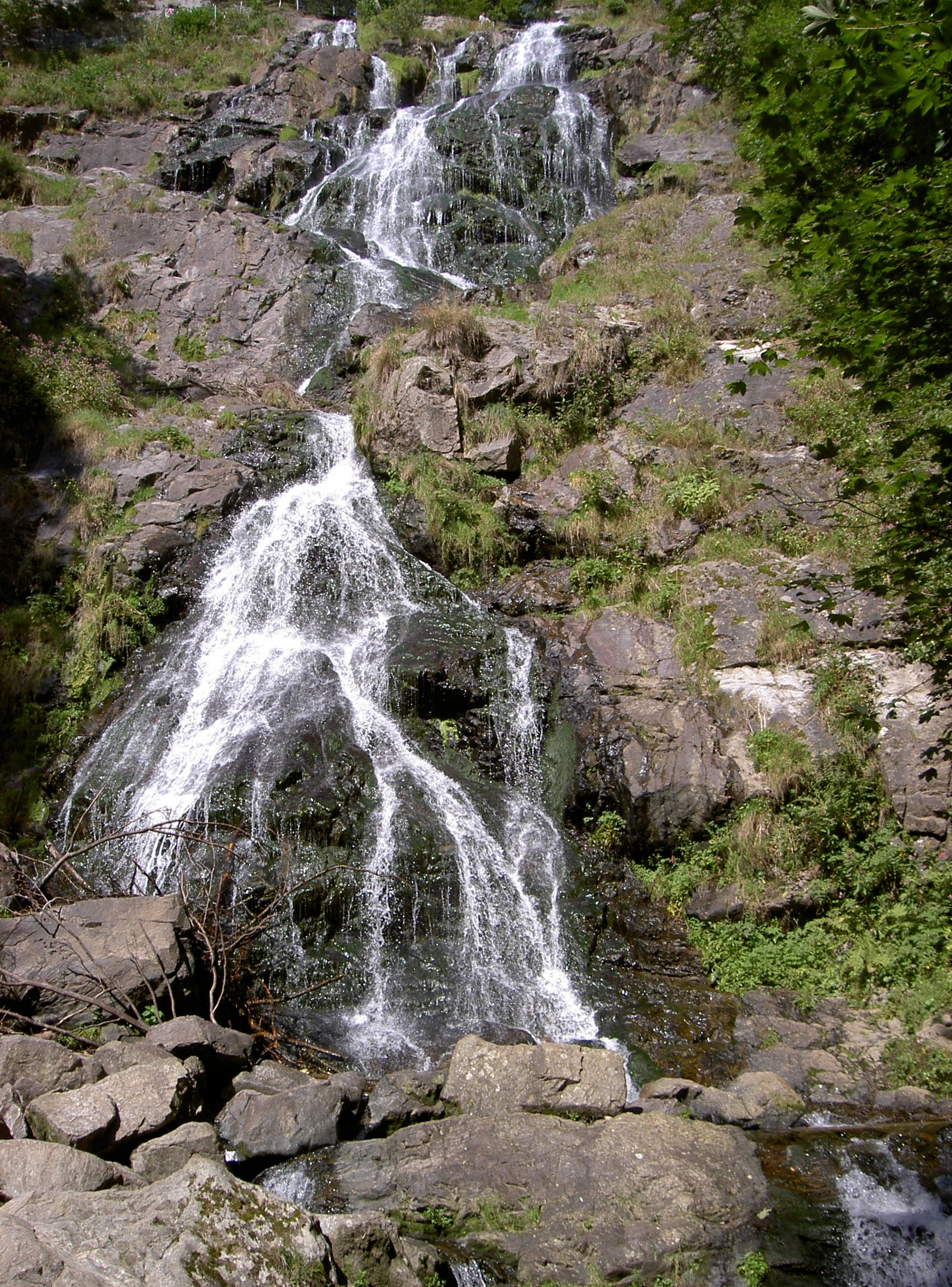